# Burger Vertegenwoordiging Heuvelrug
Burger Vertegenwoordiging Heuvelrug (ook: BVHlokaal) is een lokale politieke partij in de Nederlandse gemeente Utrechtse Heuvelrug die werd opgericht in 2005. Ze komt op voor de belangen van inwoners.
Bij de gemeenteraadsverkiezingen van 2022 kreeg BVHlokaal 20,4 procent van de stemmen, wat resulteerde in het bezetten van zes van de totaal 29 zetels in de gemeenteraad van Utrechtse Heuvelrug. De lokale partij werd hiermee de grootste partij van de Utrechtse Heuvelrug. Bram Brinkman is fractievoorzitter en Harry de Jong is partijvoorzitter.

## Geschiedenis
De lokale partij Burger Vertegenwoordiging Heuvelrug werd gevormd in 2005, kort voordat de gemeente Driebergen samenging met Utrechtse Heuvelrug en raadslid Sybe Streekstra de lokale VVD werd uitgezet vanwege zijn verzet tegen deze gemeentelijke fusie. Streekstra stichtte vervolgens samen met voormalig CDA-raadslid Frits van Schaik BVHlokaal.
De partij behaalde in 2006 een zetel in de raad van de nieuwe gemeente. In 2010 werden dat drie zetels, waarna Gera Hensbergen toetrad als raadslid. Bij de verkiezingen van 2014 wist de partij percentueel winst te boeken maar bleef in zetels gelijk. Met voorkeursstemmen wist Tjeerd Veldhuizen in aanmerking te komen voor een zetel. Hij verliet de gemeenteraad weer op 4 februari 2016, oud BVH-commissielid Francine van der Velde nam zijn mandaat over.

## Gemeenteraadsverkiezingen in 2018
Bij de gemeenteraadsverkiezingen in 2018 behaalde de partij een vierde zetel en werd de raadsfractie uitgebreid met Anouk Haaxma. Op 21 september 2020 droeg Sybe Streekstra om gezondheidsredenen zijn taak als fractievoorzitter en lijsttrekker over aan Haaxma. Hij overleed een paar dagen later op 25 september 2020, waarna Kees Noteboom op 8 oktober 2020 tot raadslid werd benoemd en tot de fractie toetrad.

## Gemeenteraadsverkiezingen in 2022
Bij de gemeenteraadsverkiezingen in 2022 behaalde de partij, met 20,4 procent van de stemmen, een totaal van zes zetels in de gemeenteraad. De partij is dankzij de winst van twee extra zetels de grootste fractie in de gemeenteraad en mocht daarmee het voortouw nemen bij het vormen van een nieuw college. Op 25 mei 2022 werd voormalig fractievoorzitter Anouk Haaxma benoemd tot wethouder in het nieuwe college bestaande uit de partijen BVHlokaal, VVD, D66 en SGP. Haar gemeenteraadszetel kwam hierbij vrij, waarna Nico Daamen werd benoemd tot raadslid.

## Verkiezingsresultaten
| Gemeenteraadsverkiezingen | Gemeenteraadsverkiezingen | Gemeenteraadsverkiezingen |
| verkiezing                | percentages               | zetels                    |
| ------------------------- | ------------------------- | ------------------------- |
| 2005                      | 4,8%                      | 1                         |
| 2010                      | 9,7%                      | 3                         |
| 2014                      | 9,9%                      | 3                         |
| 2018                      | 14,7%                     | 4                         |
| 2022                      | 20,4%                     | 6                         |